# 大阪市史
大阪市史（おおさかしし）は、大阪市の市史で、日本で最初に編纂された自治体史。市史中の白眉といわれる。

## 概要
1901年（明治34年）、のちに東京商科大学（現一橋大学）教授となる当時まだ28歳であった歴史家・幸田成友が編纂長を務め、ドイツ・イタリアなどの市史を参考に収集・選択された史料を年次別に系列化し、8年間かけてまず『大阪編年史料』131冊分を作成した（このうち古代から江戸時代までの92冊分は『大阪編年史』としてのちに活字化された）。続いて『大阪市史』の執筆と編集に取りかかり、1911年（明治44年）に第5巻が最初に刊行され、1915年（大正4年）までに全5巻7冊1帙（帖）が完成し名著と称された。
その後、続編として『明治大正大阪市史』、『昭和大阪市史』が刊行された。市制100周年記念事業として企画された『新修大阪市史』は、1979年（昭和54年）に編纂が開始され、1996年（平成8年）に本文編全10巻が完結した。現在も史料編の刊行が続けられている。
編纂事業は、当初市役所内に置かれた「大阪史編纂係」が担っていたが、幾度かの組織改編を経て、1963年（昭和38年）に市史編集室が大阪市教育委員会に移管され、大阪市立図書館の一部門となった。これにより、図書館の持つレファレンス機能と市史編纂の専門性が一体的に運営される体制が確立した。現在、編纂組織は大阪市史編纂所として大阪市立中央図書館内に置かれ、市史の編纂・刊行のほか、紀要『大阪の歴史』の発行や、市民からの歴史に関する調査相談に応じている。

### 沿革
- 1901年（明治34年）『大阪市史』編纂開始、1911-15年（明治44年-大正4年）刊行（全5巻7冊1帙〔帖〕）
- 1933-35年（昭和8年-昭和10年）『明治大正大阪市史』刊行（全8巻）
- 1951-54年（昭和26年-昭和29年）『昭和大阪市史』刊行（全8巻）
- 1963年（昭和38年）大阪市の行政局管轄であった「大阪市史編集室」が教育委員会に移管され「中央図書館市史編集室」となる[6]
- 1964-69年（昭和39年-昭和44年）『昭和大阪市史続編』刊行（全8巻）[6]
- 1967-79年（昭和42年-昭和54年）『大阪編年史』刊行（全27巻）古代から慶応3年分まで[6]
- 1979年（昭和54年）「市史編集室」が「大阪市史編纂所」に改組[6]
- 1988-96年（昭和63年-平成8年）『新修大阪市史 本文編』刊行（全10巻）[6]
- 2002年（平成14年）『大阪市史編集の100年』刊行[6]
- 2004年（平成16年）『新修大阪市史 史料編』刊行開始（全22巻、2023年現在刊行中）

## 大阪市史編纂所
- 所在地　大阪府大阪市西区北堀江四丁目3番2号 大阪市立中央図書館3階
- 開所日時　月ー金曜日、第1・3土曜日（休日と年末年始を除く）　9:15～17:30
- 休所日　第2・4・5土曜日、祝休日、年末年始

## 刊行物
『大阪市史』の流れを汲む刊行物・書籍は以下の通り

### 大阪市史

#### 『大阪市史』
全5巻7冊1帙（帖）、1915年（大正4年）完成、編纂兼発行者は大阪市参事会。田村太兵衛（初代大阪市長）の下で着手、編纂長は幸田成友。1927年（昭和2年）、1965年（昭和40年）、1978-79年（昭和53-54年）に復刻。
- 第一：古代～江戸時代（天明6年）[10]
- 第二：江戸時代（天明7年～慶応3年）～明治2年
- 第三：江戸時代の御触及口達
- 第四上：江戸時代の御触及口達
- 第四下：江戸時代の御触及口達
- 第五：江戸時代の諸資料
- 索引
- 附図

#### 『大阪編年史』
全27巻、1979年（昭和54年）完成、編集兼発行者は大阪市立中央図書館市史編集室。『大阪市史』編纂の為に作成された『大阪編年史料』（古代から慶応3年分まで）を翻刻、監修者は本庄栄治郎・黒羽兵治郎。
- 第1巻：神武天皇戊午年～元亀2年
- 第2巻：天正元年6月～慶長3年8月
- 第3巻：慶長4年正月～慶長19年12月
- 第4巻：慶長19年12月～元和9年12月
- 第5巻：寛永元年正月～万治3年12月
- 第6巻：寛文元年正月～元禄16年12月
- 第7巻：宝永元年正月～享保14年12月
- 第8巻：享保15年正月～享保18年4月
- 第9巻：享保18年5月～宝暦4年12月
- 第10巻：宝暦5年12月～明和8年12月
- 第11巻：安永元年正月～天明元年12月
- 第12巻：天明2年正月～天明7年12月
- 第13巻：天明8年正月～寛政5年12月
- 第14巻：寛政6年3月～享和3年12月
- 第15巻：文化元年正月～文化10年10月
- 第16巻：文化10年10月～文政12年12月
- 第17巻：天保元年正月～天保4年12月
- 第18巻：天保5年正月～天保8年2月
- 第19巻：天保8年2月～天保10年12月
- 第20巻：天保11年正月～天保14年閏9月
- 第21巻：天保14年10月～嘉永4年12月
- 第22巻：嘉永5年正月～安政3年正月
- 第23巻：安政3年6月～文久2年12月
- 第24巻：文久3年正月～慶応2年12月
- 第25巻：慶応3年中・総目次・引用書目
- 第26巻：拾遺
- 第27巻：索引

#### 『明治大正大阪市史』
全8巻、1935年（昭和10年）完成、大阪市役所編纂、日本評論社発行。關一（第7代大阪市長）の下で編纂開始、編集主任は幸田成友の推薦により本庄栄治郎が務めた。1966年（昭和41年）、1980年（昭和55年）に復刻。
- 第一巻 概説篇：明治・大正の大阪市の歴史の概説（政治・社会・経済など多岐にわたる）
- 第二巻 経済篇上：行政区画の変化や市政の動向、社会資本や農業・工業
- 第三巻 経済篇中：商業・交通・通信についての歴史
- 第四巻 経済篇下：金融・大阪市財政・経済の変化に伴って生じた社会問題についての歴史
- 第五巻 論文篇：概説篇や経済篇の内容をより深めた論文集
- 第六巻 法令篇：慶応4年～明治22年の大阪市・大阪府に関わる法令集
- 第七巻 史料篇：大阪市の政治・経済に関する史料
- 第八巻 目次 年表 索引：全巻の総目次、年表、索引、編纂事歴、正誤表

#### 『昭和大阪市史』
全8巻、1954年（昭和29年）完成、編集兼発行者は大阪市役所。1926～45年（昭和元年～昭和20年〔終戦〕）の歴史を記述、1948年（昭和23年）に計画、編集は本庄栄治郎。
- 第一巻 概説篇：多岐にわたる昭和前期の大阪市の歴史を概説
- 第二巻 行政篇：市勢・市政の動向について
- 第三巻 経済篇上：農業・水産業・工業について
- 第四巻 経済篇中：商業と貿易について
- 第五巻 経済篇下：交通・金融・保険について
- 第六巻 社会篇：社会運動・社会事業・保健衛生・軍事などについて
- 第七巻 文化篇：教育・文化・宗教・風俗について
- 第八巻 附篇：全巻の総目次、年表、索引、編纂事歴、正誤表

#### 『昭和大阪市史続編』
全8巻、1969年（昭和44年）完成、編集兼発行者は大阪市役所。1945～60年（昭和20年〔終戦〕～昭和35年）の歴史を記述、1961年（昭和36年）に計画、監修者は本庄栄治郎。
- 第一巻 概説篇：多岐にわたる昭和戦後期の大阪市の歴史を概説
- 第二巻 行政篇：市勢・市政の動向について
- 第三巻 経済篇上：経済の民主化、経済団体、農業・水産業・工業について
- 第四巻 経済篇中：商業・貿易と保険について
- 第五巻 経済篇下：交通・金融について
- 第六巻 社会篇：社会問題・社会運動・社会福祉・保健衛生などについて
- 第七巻 文化篇：教育・文化・宗教・風俗について
- 第八巻 附篇：全巻の総目次、年表、索引、編纂事歴、正誤表

#### 『新修大阪市史 本文編』
全10巻、1996年（平成8年）完成、新修大阪市史編纂委員会編。市制施行100周年にあたる1989年（昭和64年・平成元年）に向けて1979年（昭和54年）に編纂作業が開始された。
- 第一巻：大阪市の地理、考古～古代
- 第二巻：平安時代～桃山時代
- 第三巻：近世前期
- 第四巻：近世後期
- 第五巻：明治維新～明治31年（市制特例が廃止）
- 第六巻：市制特例廃止～大正14年（第2次市域拡張）
- 第七巻：大正14年（第2次市域拡張）～昭和20年（太平洋戦争終結）
- 第八巻：昭和20年（戦争終結）～昭和35年ないし40年
- 第九巻：昭和35年ないし40年～平成7年
- 第十巻：本文編10巻の総目次・年表と歴史地図・解説

#### 『新修大阪市史 史料編』
全22巻、大阪市史編纂所・大阪市史料調査会編、2004年（平成16年）より完成巻から順次刊行中。
- 第1巻 考古資料編：市内初の考古資料辞典
- 第2巻 古代・中世I：大阪の古代・中世について
- 第3巻 中世Ⅱ：保元の乱（1156）から南北朝合一（1392）までの中世大阪
- 第4巻 中世Ⅲ：明徳4年（1393）から天正10年（1582）までの大阪
- 第5巻 大坂城編：戦国・安土桃山時代の大阪
- 第6巻 近世I 政治1：江戸時代の幕府の統治とひとびと
- 第7巻 近世Ⅱ 政治2：江戸時代の大阪城代・町奉行・代官
- 第11巻 近世Ⅵ 村落1：西成郡に属した村々の史料
- 第12巻 近世Ⅶ 村落2：住吉郡・渋川郡・茨田郡・丹北郡の村々の史料
- 第14巻 近代I 行政1：明治期の行政
- 第15巻 近代Ⅱ 行政2：大正・昭和戦前期の行政
- 第16巻 近代Ⅲ 経済1：維新期から昭和初期までの商業等
- 第17巻 近代Ⅳ 経済2：明治元年から昭和13年までの経済関係史料

### 定期刊行物

#### 『大阪の歴史』
紀要、1979年（昭和54年）度から年2回刊行（当初は年3回）

#### 『大阪市史史料』
1979年（昭和54年）度から年2回刊行、市史編纂のために収集・整理された史料を翻刻

##### 第1～50輯
- 第1輯 近来年代記(上) 　1980/3
- 第2輯 近来年代記(下) 　1980/10
- 第3輯 浪花文庫　1981/3
- 第4輯 太平洋戦争下の防空史料 - 小松警部補の書類綴から -　小山仁示　1981/8
- 第5輯 中谷徳恭戸長日記　1982/1
- 第6輯 手鑑・手鑑拾遺　1982/3
- 第7輯 明治時代の大阪(上)幸田成友編『大阪市史明治時代未定稿』　1982/9
- 第8輯 明治時代の大阪(中)幸田成友編『大阪市史明治時代未定稿』　1982/12
- 第9輯 明治時代の大阪(下)幸田成友編『大阪市史明治時代未定稿』　1983/3
- 第10輯 古来より新建家目論見一件　1983/7
- 第11輯 北浜二丁目戸長文書　1984/2
- 第12輯 堂島米会所記録　1984/3
- 第13輯 御用瓦師寺島家文書　1984/9
- 第14輯 占領下の大阪、大阪連絡調製事務局『執務月報』　1985/1
- 第15輯 大坂町奉行管内要覧 - 松平石見守殿御初入ニ付差出御覚書・地方役手鑑 - 　1985/3
- 第16輯 大阪の考古学文献目録　1985/9
- 第17輯 御津八幡宮・三津家文書(上)、近世初期大坂関係資料　1986/2
- 第18輯 御津八幡宮・三津家文書(下)、近世初期大坂関係史料　1986/3
- 第19輯 大正期在阪官公署諸企業沿革調査 　1986/9
- 第20輯 安井家文書 　1987/2
- 第21輯 大阪市の学童集団疎開－諏訪国民学校と萱野村の公文書綴－　1987/3
- 第22輯 明治初年大阪西大組大年寄日記　1988/1
- 第23輯 大坂東町奉行所与力公務日記－明和五年正月ヨリ七月迄－　1988/2
- 第24輯 近世大坂風聞集－至享文記・あすならふ・あすならふ拾遺－　1988/3
- 第25輯 戦時下の民衆生活－九郎右衛門町会回覧板－　1989/1
- 第26輯 大坂東町奉行所与力公務日記(続)　 1989/2
- 第27輯 占領下の大阪Ⅱ－近畿連絡調整事務局『勤務月報』－　1989/3
- 第28輯 天満青物市場史料(上)　1990/1
- 第29輯 天満青物市場史料(下)　1990/6
- 第30輯 維新期大阪の役務記録－見聞記・幕末大坂雑記・慶応4年日録－　1990/12
- 第31輯 年代記・明和の春　1991/2
- 第32輯 大坂の町式目　1991/7
- 第33輯 大坂町奉行吟味伺書　1991/11
- 第34輯 船極印方・海部屋記録　1991/11
- 第35輯 南大組大年寄日記（上）　1992/7
- 第36輯 南大組大年寄日記（中）　1992/9
- 第37輯 南大組大年寄日記（下）　1993/2
- 第38輯 大坂御城代公用人諸事留書（上）　1994/2
- 第39輯 大坂御城代公用人諸事留書（下）　1994/4
- 第40輯 諸国客方控・諸国客方帳　1994/2
- 第41輯 大坂町奉行所旧記（上）　1994/6
- 第42輯 大坂町奉行所旧記（下）　1994/8
- 第43輯 大坂町奉行所与力・同心勤方記録　1995/4
- 第44輯 大坂堺問答－一九世紀初頭大坂・堺の民事訴訟手続－　1995/6
- 第45輯 大阪市学童集団疎開地一覧（上）　1995/7
- 第46輯 大阪市学童集団疎開地一覧（下）　1996/2
- 第47輯 大坂町奉行所与力留書・覚書拾遺　1996/3
- 第48輯 大庭屋平井家茶会々記集－貯月菴宗従茶事会記録－　1997/2
- 第49輯 日露戦争従軍兵士書簡－旧東成郡鯰江村大字今福嶋田村文書から－　1997/5
- 第50輯 石橋家文書－摂津国天王寺牛市史料－　1997/6

##### 第51～95輯
- 第51輯 明治初期大坂の同業組合規則（上）　1998/2
- 第52輯 明治初期大坂の同業組合規則（下）　1999/2
- 第53輯 難波雀・浪花袖鑑－近世大坂案内－　1999/3
- 第54輯 諸事控（上）－浜親仁海部屋喜兵衛覚書－　1999/12
- 第55輯 住吉松葉大記（上）　2000/3
- 第56輯 諸事控（下）－浜親仁海部屋喜兵衛覚書－　2000/8
- 第57輯 大阪商法会議所議事日誌（第1号～第10号）　2001/3
- 第58輯 住吉松葉大記（中）　2002/3
- 第59輯 大阪市史引用書解題未定稿（上）　2002/4
- 第60輯 大阪市史引用書解題未定稿（下）　2002/11
- 第61輯 大坂三郷大工組記録－拾番組大工年寄古橋家文書－　2003/3
- 第62輯 道修町三丁目丁代日誌　2004/1
- 第63輯 住吉松葉大記（下）　2004/3
- 第64輯 江口村村方記録　2004/7
- 第65輯 摂州西成郡佃村田蓑神社記録　2004/11
- 第66輯 幕府宿継文書・川方地方御用覚書　2005/6
- 第67輯 会計官日誌　2006/3
- 第68輯 大坂城代用人日記 田中朋子　2006/12
- 第69輯 東成郡神社関係史料　2007/7
- 第70輯 中島崇禅寺領目録　2008/3
- 第71輯 大坂城再築関係史料　2008/8
- 第72輯 近世の城南北平野町－上町にあった下町　2009/1
- 第73輯 桜井慶次郎日記 荒武賢一朗　2009/9
- 第74輯 南木芳太郎日記（一）大阪郷土研究の先覚者　2009/12
- 第75輯 関一の手帖　2010/11
- 第76輯 大坂御陣覚書　2011/9
- 第77輯 南木芳太郎日記（二）大阪郷土研究の先覚者　2011/12
- 第78輯 小出楢重の手紙―石濱純太郎宛書翰集―　2012/12
- 第79輯 大坂町奉行着任時関係史料　2014/1
- 第80輯 南木芳太郎日記（三）大阪郷土研究の先覚者 古川武志　2014/8
- 第81輯 ―『大阪経済雑誌』にみる―明治期大阪市電関係史料 古川武志　2015/1
- 第82輯 「大大阪」の面影　2015.8
- 第83輯 享保期新大和川支配替関係史料　2016.9
- 第84輯 反故篭　2017.3
- 第85輯 楠木正成関係史料（上） 生駒孝臣　2017.8
- 第86輯 明治大正大阪市史編纂参考談話集　2019.1
- 第87輯 楠木正成関係史料（下） 生駒孝臣　2019.3
- 第88輯 御用録（上）　2019.10
- 第89輯 南木芳太郎日記（四）大阪郷土研究の先覚者 古川武志　2020.9
- 第90輯 明治大正大阪市史編纂日誌（上）　2021.3
- 第91輯 明治大正大阪市史編纂日誌（下）　2022.2
- 第92輯 南木芳太郎日記（五）大阪郷土研究の先覚者 古川武志　2022.11
- 第93輯 御用録（中）　2023.3
- 第94輯 杉村久子日記 明治四十四年から大正元年（一）　2023.11
- 第95輯 御用録（下）　2024.7

### 市販用書籍
- 『大阪市の歴史』（大阪市史編纂所、1999年4月、創元社、ISBN 4422201387）
- 『大阪市史編集の100年』（大阪市史編纂所・大阪市史料調査会、2002年7月、創元社、ISBN 4422930672）
- 『大阪市の歴史 まんが版』（大阪市史編纂所・大阪市史料調査会、2006年10月、和泉書院、ISBN 4757603908）

### その他記録書
- 『大阪市戦災復興誌』

満州事変前から1955年（昭和30年）頃までの本邦および大阪市の歴史、戦災と復興の過程を社会・経済の変化を中心に編纂。1958年（昭和33年）刊行、大阪市役所編、監修者は本庄栄治郎。
- 『労働調査報告』

關一（当時市助役）の指示で1919年（大正8年）に労働者の労働条件・生活状態・労使関係などを調査、大阪市社会部調査課などが担当し1926年（大正15年）までに第1～50輯・号外2輯を刊行。1975-81年（昭和50～56年）に復刻版全14巻（総目次1巻を含む）を刊行、復刻版の編集兼発行者は大阪市立中央図書館市史編集室のち大阪市史編纂所。